# 2020年英國內閣改組

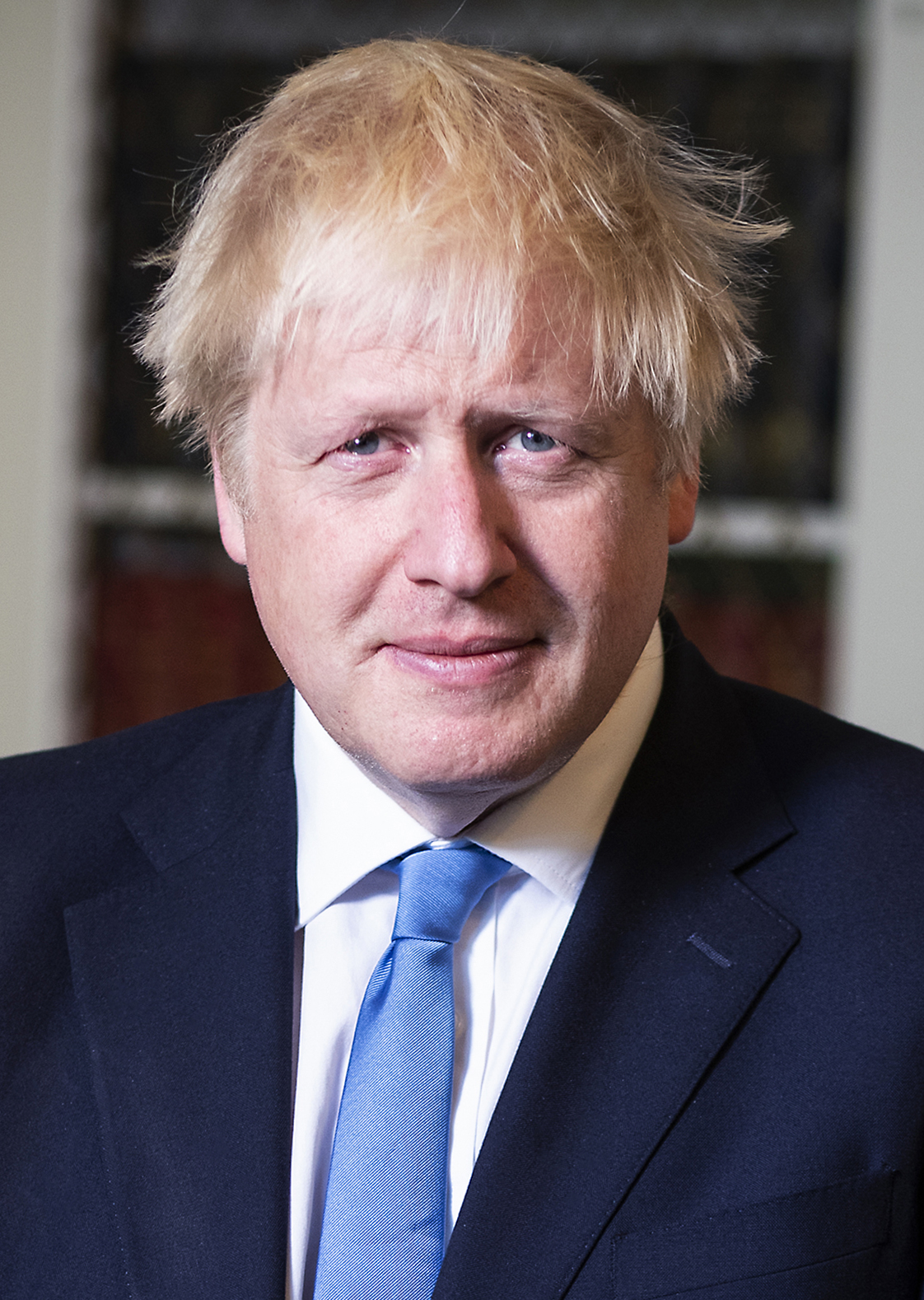
鲍里斯·约翰逊

2020年英國內閣改組在2月進行，亦是首相鲍里斯·约翰逊第二個內閣的首次主要改組。 2019年12月大選過後，外界猜測約翰遜將會在2020年1月31日英國正式脫離歐洲聯盟後，大規模改組內閣。有報道指出，多達三分之一的內閣大臣將會被撤換，甚或廢除或合併部分白廳政府部門（包括司法部、商務部、文化部、國際貿易部、就業及退休保障部、運輸部、脫歐部），以至由政策專家取代公務員。由於規模之大以及改組日期接近情人節，有傳媒形容今次萬眾矚目的內閣改組為「情人節大屠殺」，靈感來自1929年黑幫仇殺槍擊案。
隨著獲選為保守黨黨魁及被任命為英國首相，約翰遜在2019年7月24日組成他的第一個內閣。同年9月，兩名閣員約·約翰遜和安珀·路德請辭後，約翰遜進行了小規模的改組。同年大選，保守黨大獲全勝，約翰遜亦因為阿龍·凱恩斯的請辭而進行小規模改組。
2020年2月13日，約翰遜改組政府，包括北愛大臣朱利安·史密斯在內的5名大臣遭到革職，財政大臣薩吉德·賈偉德因拒絕按約翰遜的要求解僱他的顧問，而請辭離閣。有政客和評論員都批評是次的內閣改組。

## 內閣人事變動
| 大臣 | 大臣                                | 改組前                                       | 改組後                                               |
| ---- | ----------------------------------- | -------------------------------------------- | ---------------------------------------------------- |
|      | 安妮-馬里·特雷維萊 議員             | 軍隊國務大臣                                 | 入閣升任國際發展大臣                                 |
|      | 蘇拉·布拉弗曼 議員                  | 後座議員                                     | 入閣升任英格蘭及威爾斯檢察總長兼北愛爾蘭法律事務專員 |
|      | 喬治·尤斯蒂斯 議員                  | 農業、漁業、食品國務大臣                     | 入閣升任環境、食品和鄉村事務大臣                     |
|      | 史提芬·巴克萊 議員閣下              | 後座議員                                     | 入閣升任財政部首席秘書                               |
|      | 阿曼达·米林 議員                    | 助理首席黨鞭 宫廷财务官                      | 入閣升任不管部大臣（兼保守党主席）                   |
|      | 奧利佛·道登 議員閣下 CBE            | 內閣辦公室部長 財政部主計長                  | 升任數碼、文化、傳媒及體育大臣                       |
|      | 布蘭登·劉易斯 議員閣下 CBE          | 安全國務大臣兼脫歐及準備無協議脫歐副國務大臣 | 升任北愛爾蘭事務大臣                                 |
|      | 阿洛克·夏尔马 議員閣下              | 國際發展大臣                                 | 轉任商務、能源和產業戰略大臣                         |
|      | 瑞斯·薩納克 議員閣下                | 財政部首席秘書                               | 升任財政大臣                                         |
|      | 高文浩 議員閣下                     | 蘭開斯特公爵領地事務大臣                     | 兼任內閣辦公室部長                                   |
|      | 科堤斯女男爵莫麗琪 樞密院顧問官閣下 | 數碼、文化、傳媒及體育大臣                   | 離開政府（2020年1月宣布有意掛冠）                    |
|      | 特雷莎·维利尔斯 議員閣下            | 環境、食品和鄉村事務大臣                     | 離開政府                                             |
|      | 薩吉德·賈偉德 議員閣下              | 財政大臣                                     | 請辭（拒絕解僱顧問）                                 |
|      | 柯維立 中校 議員閣下 TD VR          | 不管部大臣（兼保守党主席）                   | 離閣內閣，轉任中東及北非兼國際發展國務大臣           |
|      | 傑克·貝瑞 議員閣下                  | 北方經濟引擎國務大臣                         | 請辭（拒絕轉職外交及聯邦事務部）                     |
|      | 艾斯特·麦克维 議員閣下              | 住房及規劃國務大臣                           | 離開政府                                             |
|      | 利雅華 議員閣下                     | 商務、能源和產業戰略大臣                     | 離開政府                                             |
|      | 喬弗利·科克斯 御用大律師 議員閣下   | 英格蘭及威爾斯檢察總長 北愛爾蘭法律事務專員  | 離開政府                                             |
|      | 朱利安·史密斯 議員閣下 CBE          | 北愛爾蘭事務大臣                             | 離開政府                                             |

## 初級大臣人事變動
| 大臣 | 大臣                                        | 改組前                         | 改組後                                             |
| ---- | ------------------------------------------- | ------------------------------ | -------------------------------------------------- |
|      | 米歇爾·多蘭 議員                            | 後座議員（2015年當選）         | 升任大學、科學、研究、創新國務大臣                 |
|      | 海倫·懷特利 議員                            | 藝術、古蹟、旅遊業政務次官     | 升任社會福利國務大臣                               |
|      | 奈及爾·休德森 議員                          | 後座議員（2015年當選）         | 升任藝術、古蹟、旅遊業政務次官                     |
|      | 约翰·惠廷戴尔 議員閣下 OBE                  | 後座議員（1992年當選）         | 升任數碼、文化、媒體、體育國務大臣                 |
|      | 保羅·斯庫利 議員                            | 後座議員（2015年當選）         | 升任商務、能源、產業戰略政務次官及倫敦事務國務大臣 |
|      | 詹姆士·海皮 議員                            | 後座議員（2015年當選）         | 升任軍隊國務大臣                                   |
|      | 彭妮·莫当特 議員閣下                        | 後座議員（2010年當選）         | 升任財政部主計長                                   |
|      | 詹姆斯·布魯克肖爾 議員閣下                  | 後座議員（2010年當選）         | 升任安全國務大臣                                   |
|      | 傑瑞米·奎因 議員閣下                        | 內閣辦公廳國會秘書             | 升任國防採購國務大臣                               |
|      | 朱莉亞·洛佩茲 議員                          | 後座議員（2017年當選）         | 升任內閣辦公廳國會秘書                             |
|      | 克洛伊·史密斯 議員                                | 內閣辦公廳國會秘書             | 升任內閣辦公廳國務大臣                             |
|      | 羅賓·沃克 議員                              | 北愛爾蘭事務政務次官           | 升任北愛爾蘭國務大臣                               |
|      | 詹姆斯·達德里奇 議員                        | 後座議員（2005年當選）         | 升任外交及聯邦事務兼國際發展政務次官               |
|      | 卓傲山 議員                                 | 後座議員（2015年當選）         | 升任司法政務次官                                   |
|      | 維多利亞·普倫蒂斯 議員                      | 下議院領袖國會私人秘書         | 升任環境、食物、鄉郊事務政務次官                   |
|      | 阿曼達·索洛韋 議員                          | 後座議員（2019年當選）         | 升任商務、能源、產業戰略政務次官                   |
|      | 雷切爾·麥克林 議員                          | 財政大臣國會私人秘書           | 升任運輸政務次官                                   |
|      | 吉蓮·基根 議員                              | 衛生及社會保障大臣國會私人秘書 | 升任教育政務次官                                   |
|      | 西蒙·克拉克 議員                            | 財政部庫務秘書                 | 升任北方經濟引擎國務大臣                           |
|      | 薇姬·福特 議員                              | 後座議員（2017年當選）         | 升任兒童及家庭政務次官                             |
|      | 安德魯·史蒂文森 議員                        | 非洲事務兼國際發展國務大臣     | 轉任運輸國務大臣                                   |
|      | 奈傑爾·亞當斯 議員                          | 體育、媒體、創意工業國務大臣   | 轉任非洲事務兼國際發展國務大臣                     |
|      | 卡罗琳·戴恩内奇 議員                        | 社會福利國務大臣               | 轉任體育、媒體、創意工業國務大臣                   |
|      | 凯利·托赫斯特 議員                          | 商務、能源、產業戰略政務次官   | 轉任運輸政務次長                                   |
|      | 克里斯·菲利普 議員                          | 倫敦事務國務大臣               | 轉任內政政務次官                                   |
|      | 克里斯托弗·平彻 議員閣下                    | 歐洲及美洲事務國務大臣         | 轉任房屋、社區、地方政府國務大臣                   |
|      | 溫迪·莫頓 議員                              | 司法政務次官                   | 轉任外交及聯邦事務兼國際發展政務次官               |
|      | 凱米·巴德諾赫 議員                          | 兒童及家庭政務次官             | 轉任財政部庫務秘書及國際貿易政務次官               |
|      | 基特·馬特豪斯 議員                          | 罪案、治安、消防服務國務大臣   | 兼任司法國務大臣                                   |
|      | 克里斯·斯基德莫爾 議員閣下 FRHistS FSA FRSA | 大學、科學、研究、創新國務大臣 | 離開政府                                           |
|      | 喬治·弗里曼 議員                            | 運輸國務大臣                   | 離開政府                                           |
|      | 努斯·加尼 議員                              | 運輸政務次長                   | 離開政府                                           |
|      | 安德魯·穆里森 博士 議員閣下                 | 非洲事務兼國際發展國務大臣     | 離開政府                                           |
|      | 希瑟·惠勒 議員                              | 外交及聯邦事務政務次官         | 離開政府                                           |
|      | 保羅·梅納德 議員                            | 運輸政務次官                   | 離開政府                                           |

## 黨鞭辦公室人事變動
| 黨鞭 | 黨鞭                 | 改組前       | 改組後                    |
| ---- | -------------------- | ------------ | ------------------------- |
|      | 斯圖爾特·安德魯 議員 | 副主計長     | 副首席政府黨鞭 宫廷财务官 |
|      | 馬庫斯·瓊斯 議員     | 助理政府黨鞭 | 副主計長                  |
|      | 詹姆斯·莫里斯 議員   | 助理政府黨鞭 | 財政部專員                |
|      | 邁克·湯姆林森 議員   | 後座議員     | 財政部專員                |
|      | 卓傲山 議員          | 後座議員     | 助理政府黨鞭              |
|      | 埃迪·休斯 議員       | 後座議員     | 助理政府黨鞭              |

## 反應

### 朱利安·史密斯被革職

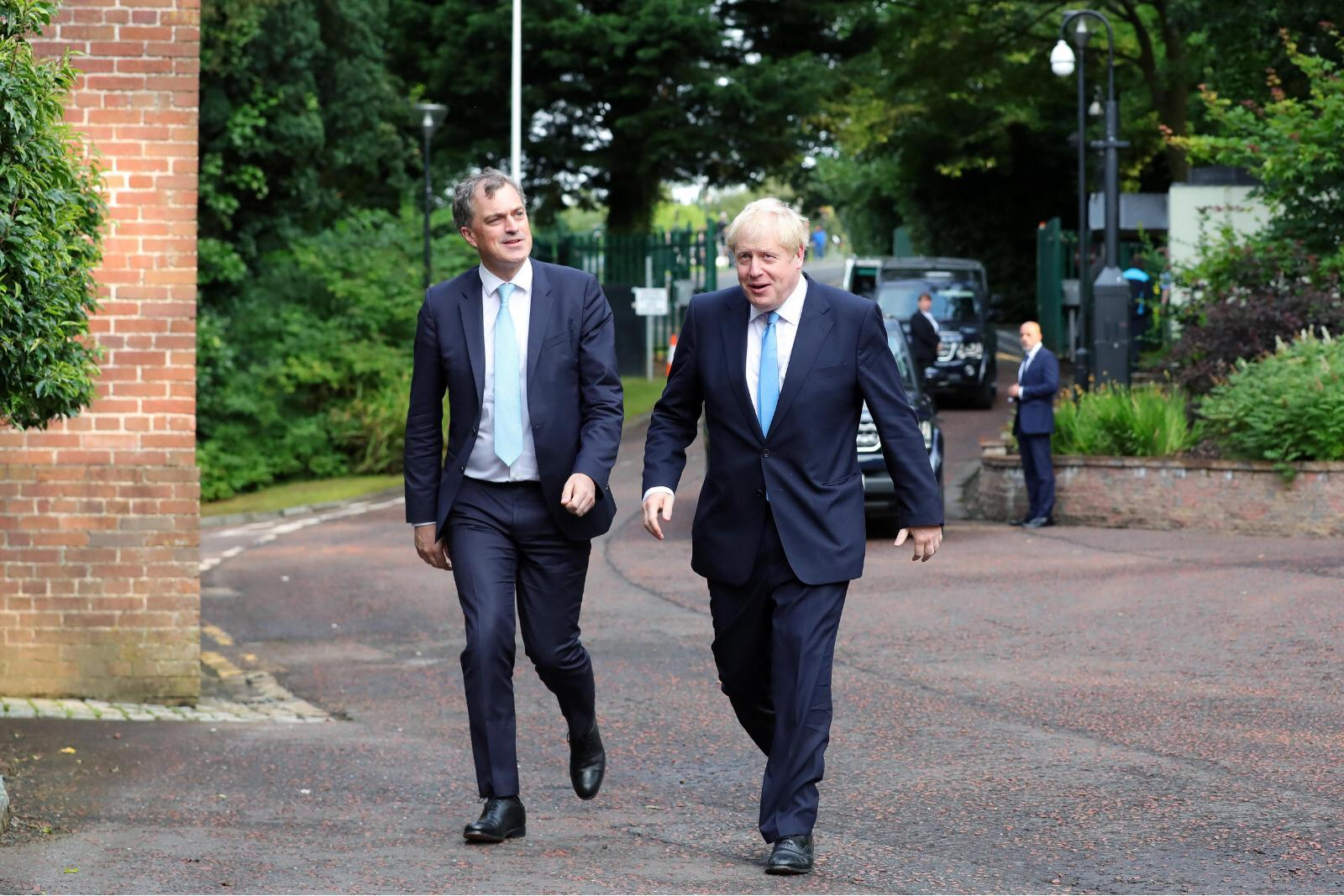
史密斯（圖左）和約翰遜（圖右）在2019年7月到訪北愛爾蘭

北愛爾蘭大臣朱利安·史密斯被革職的決定對外公佈後，旋即引起北愛爾蘭的多名政治人物開腔批評。社會民主工黨領袖葛倫·伊斯活特形容此舉顯示首相「危險的冷漠」。史密斯被視為協助多黨達成協議、令懸空三年的北愛爾蘭行政委員會恢復運作的功臣之一。北愛首席部長阿琳·福斯特和爱尔兰总理李歐·瓦拉德卡都感謝史密斯任內的貢獻，讚揚他解決了政治僵局。
不少政治評論員都認為史密斯任內有不少政績，對於他被逼離開政府感到震驚。有人提出引致約翰遜解僱他的原因是2019年10月北愛爾蘭事務特別委員會的一場會議，當時史密斯作供時表示，可能出現的無協議脫歐「對北愛爾蘭而言是一個非常、非常差的計劃」。《新政治家》政治編輯史提芬·布殊猜測，史密斯被革職可能會令北愛新政府出現不穩定，以及令脫歐後愛爾蘭邊境問題談判更為艱巨。

### 薩吉德·賈偉德的請辭

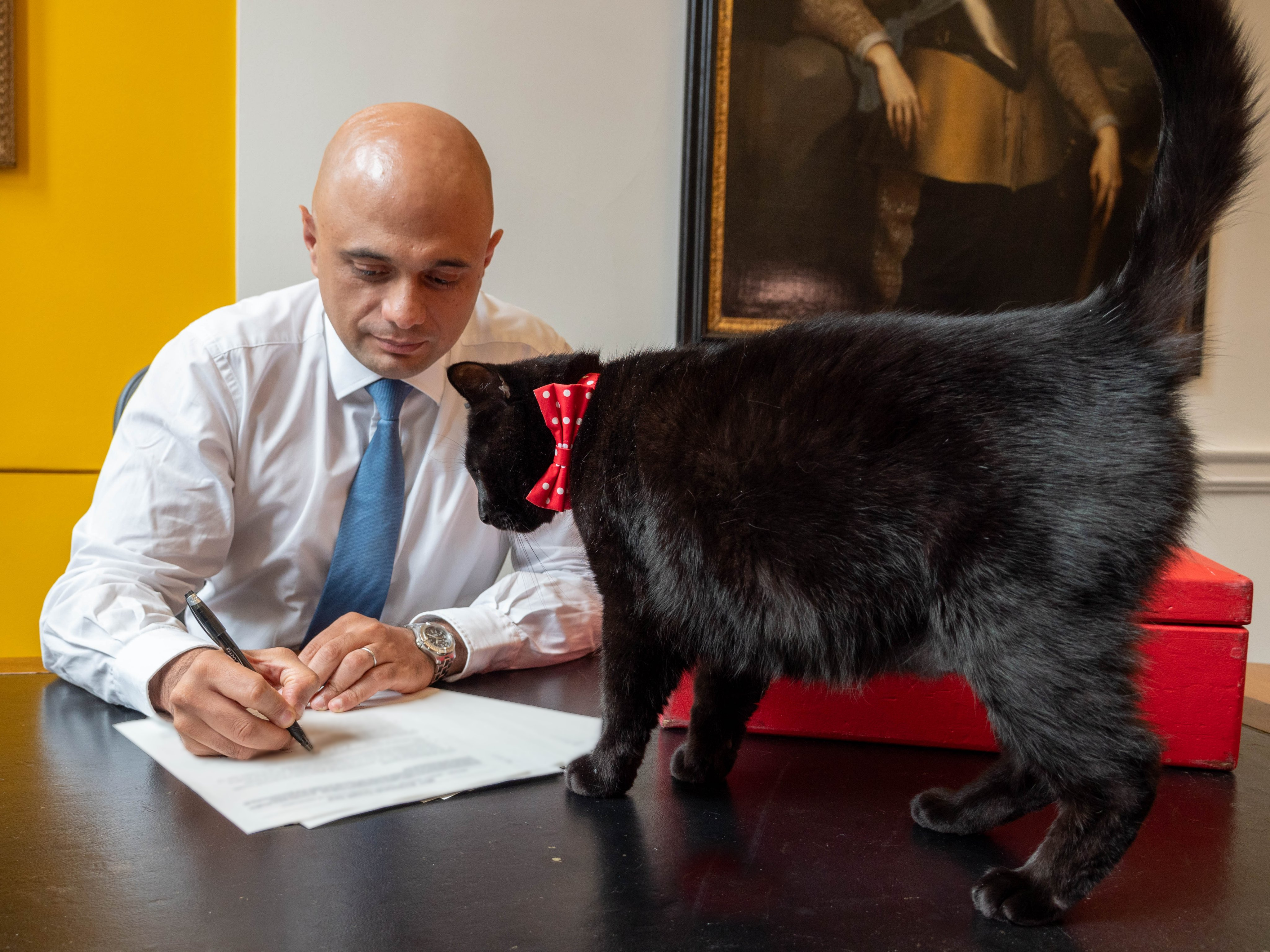
賈偉德（圖左）和財政部捕鼠大臣格萊斯頓（圖右）

2019年8月，首相首席特別顧問多米尼克·卡明斯在無通知財政大臣薩吉德·賈偉德和批准下，解僱了他的助手索尼婭·簡，導致首相府和財政部的緊張關係去到另一高峰關頭。有指卡明斯解僱簡氏後，在唐寧街10號外命令武裝警官進入財政部，護送她離開。雖然首相和財相之間存在裂縫，約翰遜仍然在2019年11月承諾，大選過後會讓他續任財相。
不過，內閣重組前的數個星期，數場新聞發佈會都暗示可能會成立由瑞斯·薩納克領導的新經濟部門，減低財政部的影響力和削弱財政部職能。薩納克被視為約翰遜的忠實支持者，也能非常代表約翰遜，在2019年選舉辯論期間被稱讚為「明日之星」。2020年2月，報道指賈偉德和薩納克將分別留任財相和財政部首席秘書，讓後者繼續「監視」前者。
2020年2月13日，賈偉德進入首相府與約翰遜會面，及後就辭任財政大臣。會議期間，約翰遜表示賈偉德可以續任財相，前提是要解僱他的所有財政部顧問，並由首相府選定的人接替。賈偉德請辭後向記者協會表示，「任何一個有自尊的大臣都不會接受如此條件」。
由於事前約翰遜承諾賈偉德可以留任，而且據報亦不成立新經濟部門，因此財政大臣的請辭是始料不及、震驚外界。《金融時報》政治評論總編羅拔·蕭姆斯利警告，是次首相應對賈偉德的手法可能會損害政府，強調「善政往往取決於重臣能否解決壞問題，尤其是財相。約翰遜先生的內閣剛剛才目睹對抗的代價。」

## 備註
1. 1 2  非大臣職位
2. ↑  根據大臣薪級表（英语：pay scale）而定：國會私人秘書（英语：Parliamentary Private Secretary） < 政務次官（英语：Parliamentary Under-Secretary of State） < 國務大臣